# Premolo

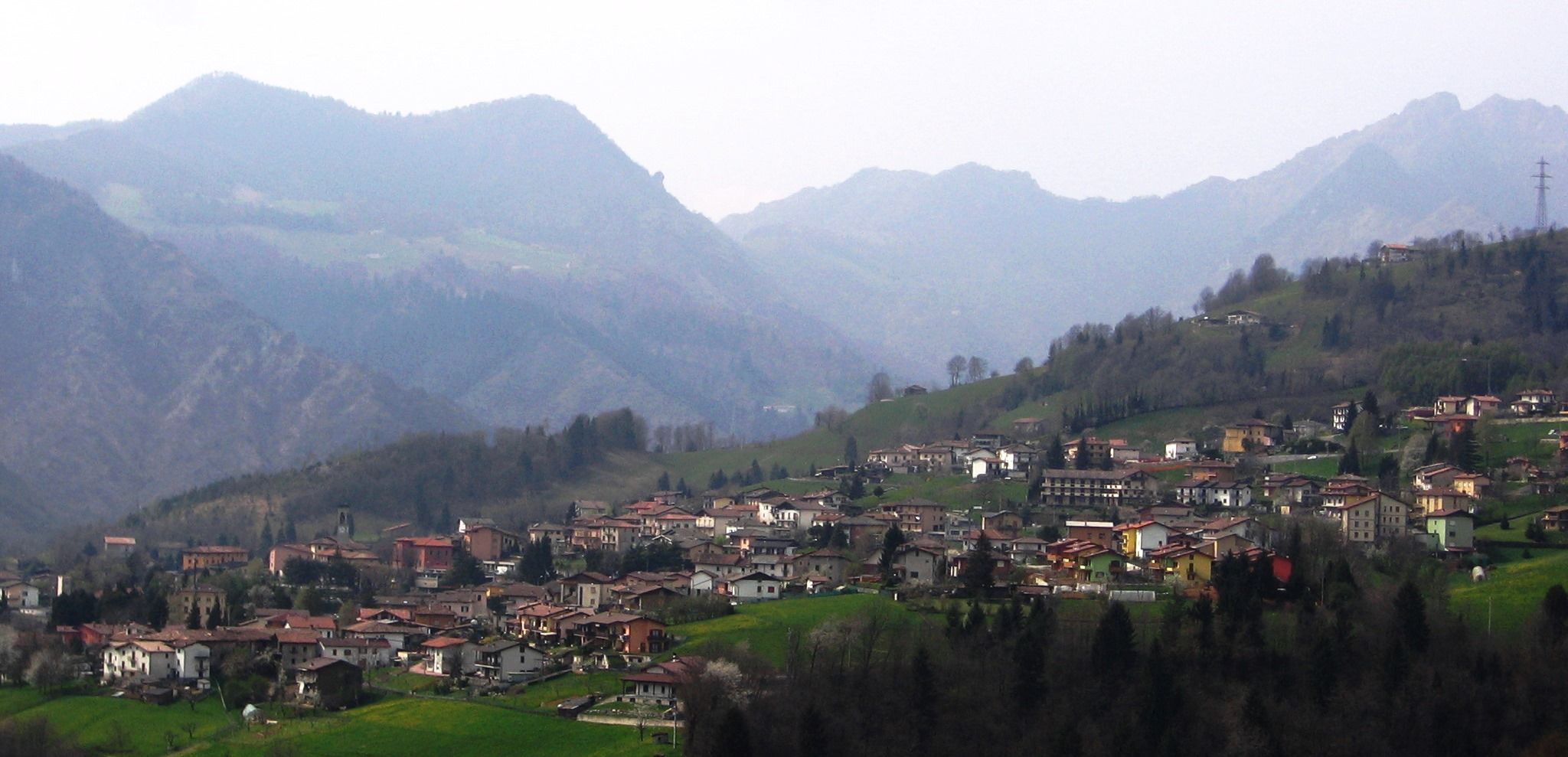
Premolo

Premolo ist eine norditalienische Gemeinde (comune) mit 1054 Einwohnern (Stand 31. Dezember 2023) in der Provinz Bergamo in der Lombardei. Die Gemeinde liegt am Rande der Bergamasker Alpen. Premolo liegt etwa 29 Kilometer nordöstlich von Bergamo. Wenige Kilometer östlich von Premolo fließt der Serio durch das Val Seriana.

## Persönlichkeiten
- Don Antonio Seghezzi, 1906–1945, Priester und Partisan